# Miloš Ostojić (ur. 1996)
Miloš Ostojić (serb. cyr. Милош Остојић, ur. 21 kwietnia 1996 w Somborze) – serbski piłkarz występujący na pozycji bramkarza  w serbskim klubie Radnik Surdulica.